# Antiaris
- Commons
- Wikispecies

Antiaris é um género botânico pertencente à família das Moráceas.
O nome genérico, Antiaris, provém do latim científico, que adaptou o étimo javanês antjar.